# Michael F. Zäh
Michael Friedrich Zäh (* 11. Dezember 1963 in Coburg, Bayern) ist ein deutscher Professor am Lehrstuhl für Werkzeugmaschinen und Fertigungstechnik an der Fakultät für Maschinenwesen der TU München.

## Werdegang
Nach seinem Abitur am Gymnasium Vaterstetten studierte Michael Zäh von 1984 bis 1989 allgemeinen Maschinenbau an der Technischen Universität München. Von 1990 bis 1993 arbeitete er als wissenschaftlicher Mitarbeiter von Joachim Milberg am Institut für Werkzeugmaschinen und Betriebswissenschaften (iwb) der TU München, bei dem er im Jahre 1993 mit seiner Dissertation über ein dynamisches Prozessmodell für das Kreissägen promoviert wurde. Von 1994 bis 1995 war er unter Gunther Reinhart Oberingenieur und Abteilungsleiter für Werkzeugmaschinen und Fertigungstechnik.
1996 wechselte Michael Zäh zur Gleason-Pfauter Maschinenfabrik GmbH nach Ludwigsburg, einem Hersteller von Werkzeugmaschinen für die spanende Zahnradbearbeitung. Ab 1997 gehörte er dort der erweiterten Geschäftsführung an, ab 1998 als leitender Angestellter.
2002 nahm Michael Zäh einen Ruf auf den Lehrstuhl für Werkzeugmaschinen und Fertigungstechnik der TU München an, um seinem akademischen Lehrer Joachim Milberg nachzufolgen. Zähs Forschungsinteressen liegen in den Bereichen Mechatronik, Struktur- und Prozessverhalten, Simulation thermischer Effekte, Qualitätslenkung, Rapid Manufacturing, Kognitive Produktionssysteme, Laserfertigungstechnik, Rührreibschweißen, Spanende Fertigung und Werkzeugmaschinen.

## Mitgliedschaften
- Deutsche Akademie der Technikwissenschaften (acatech)[4]
- Wissenschaftliche Gesellschaft für Produktionstechnik (WGP)
- Wissenschaftliche Gesellschaft für Lasertechnik (WLT)
- Verein Deutscher Ingenieure (VDI)
- Zukunftsrat der Vereinigung der Bayerischen Wirtschaft (vbw)

## Auszeichnung
- 1989: VDW-Studienpreis des Jahres für die Diplomarbeit zur Stabilitätsanalyse des Ratterwirkungskreises an spanenden Werkzeugmaschinen[2][1]
- 2023: Goldene Lehre für Vorlesung Einführung in die Produktionstechnik[5]

## Veröffentlichungen

### Autor
- Wirtschaftliche Fertigung mit Rapid-Technologien. Carl Hanser Verlag, München 2006.

### Als Herausgeber
- mit G. Reinhart, J. Milberg, H. Hoffmann: Grenzen überwinden – Wachstum der neuen Art. Utz Verlag, München 2003.
- mit G. Reinhart: Marktchance Individualisierung. Springer Verlag, Berlin 2003.
- mit G. Reinhart, H. Hoffmann: Zukunft voraus – Denken für den Standort Deutschland. Utz Verlag, München 2003.
- mit U. Lindemann, R. Reichwald: Individualisierte Produkte – Komplexität beherrschen in Entwicklung und Produktion. Springer Verlag, Berlin 2006.